# ناحیه بارنت، شهرستان دویت، ایلینوی
ناحیه بارنت (به انگلیسی: Barnett Township) یک منطقهٔ مسکونی در ایالات متحده آمریکا است که در شهرستان دویت، ایلینوی واقع شده‌است. ناحیه بارنت ۴۰۶ نفر جمعیت دارد و ۲۳۵ متر بالاتر از سطح دریا واقع شده‌است.